# Société italienne pour la relativité générale et la gravitation
La Société italienne pour la relativité générale et la gravitation (en italien Società italiana di relatività generale e fisica della gravitazione, SIGRAV), fondée en 1990 et située à L'Aquila dans la région des Abruzzes, est une association à but non lucratif dont le but est de rassembler des membres de la communauté scientifique italienne qui s'intéressent aux différents aspects de la relativité générale et de la gravitation réunissant des experts et des chercheurs impliqués concernant la gravitation relativiste et quantique, l'astrophysique, la cosmologie relativiste et le domaine expérimental en rapport avec ces disciplines. À cet effet, des congrès nationaux biennaux sont organisés au cours desquels sont décernés les prix SIGRAV et la médaille Amaldi. Elle fait partie de l'Institut des sciences de Gran Sasso.

## Médaille Amaldi
La médaille Amaldi ou prix européen de la physique gravitationnelle "Edoardo Amaldi" est un prix réservé aux scientifiques qui exercent leur activité en Europe et ont apporté une contribution importante à la physique de la gravitation. Le prix est attribué tous les deux ans, à la suite des indications du conseil d'administration de la SIGRAV lors de ses congrès nationaux. Les récipiendaires sont honorés par la remise d'une médaille d'or d'une valeur d'environ 10 000 euros.

### Récipiendaires
- 2004 Roger Penrose
- 2006 Bernard Schutz
- 2008 Sergio Ferrara
- 2010 Thibault Damour
- 2012 Viatcheslav Mukhanov and Alexei Starobinsky
- 2014 Nazzareno Mandolesi and Sergei Odintsov

## Prix "SIGRAV"
Deux prix "SIGRAV", l'un pour le domaine de la "gravité classique et quantique" et l'autre pour celui de l'"astrophysique, la cosmologie et la gravité expérimentale" sont décernés par la Société italienne pour la relativité générale et la gravitation tous les deux ans aux jeunes scientifiques italiens qui ont apporté des contributions pertinentes à la relativité générale et à la physique gravitationnelle. Les scientifiques récompensés doivent être âgés d'au plus 40 ans au moment de leur nomination.

### Récipiendaires pour le domaine de la "gravité classique et quantique"
- 1994: Massimo Bianchi, Augusto Sagnotti
- 1998 Massimo Porrati
- 2000 Alberto Zaffaroni
- 2002 Massimo Giovannini
- 2004 Carlo Angelantonj
- 2006 Claudio Dappiaggi
- 2008 Gianguido Dall’Agata
- 2010 Dario Martelli, Alessandro Tomasiello
- 2012 Fabrizio Canfora, Dario Francia
- 2014 Simone Giombi

### Récipiendaires pour le domaine de l'"astrophysique, la cosmologie et la gravité expérimentale"
- 1994 Pietro Tricarico
- 1998 Gabriele Ghisellini
- 2000 Alessandra Buonanno, Luigi Stella, Mario Vietri
- 2002 Livia Conti, Viviana Fafone, Alberto Vecchio
- 2004 Giovanni Miniutti
- 2006 Claudio Dappiaggi
- 2008 Michele Vallisneri
- 2010 Rosalba Perna
- 2012 Mariafelicia De Laurentis
- 2014 Michele Liguori, Giovanni Marozzi, Giulia Pagliaroli